# Hopetoun Airport
Hopetoun Airport är en flygplats i Australien. Den ligger i kommunen Yarriambiack och delstaten Victoria, omkring 330 kilometer nordväst om delstatshuvudstaden Melbourne.
Trakten runt Hopetoun Airport är nära nog obefolkad, med mindre än två invånare per kvadratkilometer.. Närmaste större samhälle är Hopetoun, nära Hopetoun Airport.
Trakten runt Hopetoun Airport består till största delen av jordbruksmark. Genomsnittlig årsnederbörd är 347 millimeter. Den regnigaste månaden är juli, med i genomsnitt 49 mm nederbörd, och den torraste är december, med 12 mm nederbörd.